# Gingerdead Man 2: Passion of the Crust
Gingerdead Man 2: Passion of the Crust es una película de 2008 de comedia y terror, escrita y dirigida por Silvia St. Croix. La película es una secuela de la versión 2005 de The Gingerdead Man. El distribuidor de la película es Full Moon Entertainment.

## Reparto
- K-von Moezzi como Kelvin Cheatum.
- Kelsey Sanders como Heather Crocker.
- Joseph Porter como Tommy Hines.
- Frank Nicotero como Marty Dradel-Brillstein-Schwartz.
- Jon Southwell como Jake Jackson.
- Jacob Witkin como Sir Ian Cavanaugh.
- Michelle Bauer como Polly bunderhoof.
- Bruce Dent como Ricki Johnson.